# Primera División 1921
In 1921 werd het 30ste seizoen gespeeld van de Primera División, de hoogste voetbaldivisie van Argentinië. 
Huracán werd kampioen van de AAF en Racing Club van de AAmF. 

## Eindstand

### AAF
| Plaats | Club                 | Wed.           | W              | G              | V              | Saldo          | Ptn.           |
| ------ | -------------------- | -------------- | -------------- | -------------- | -------------- | -------------- | -------------- |
| 1º     | CA Huracán           | 18             | 14             | 3              | 1              | 54:15          | 31             |
| 2º     | Del Plata            | 18             | 12             | 4              | 2              | 27:11          | 28             |
| 3º     | CA Boca Juniors      | 18             | 10             | 5              | 3              | 30:17          | 25             |
| 4º     | CA Nueva Chicago     | 18             | 6              | 7              | 5              | 13:12          | 19             |
| 5º     | El Porvenir          | 18             | 6              | 7              | 5              | 17:22          | 19             |
| 6º     | Sportivo del Norte   | 18             | 4              | 8              | 6              | 17:22          | 16             |
| 7º     | Sportivo Barracas    | 18             | 5              | 4              | 9              | 22:31          | 14             |
| 8º     | Estudiantes La Plata | 18             | 5              | 3              | 10             | 17:34          | 13             |
| 9º     | Sportivo Palermo     | 18             | 3              | 4              | 11             | 14:28          | 10             |
| 10º    | CA Porteño           | 18             | 0              | 5              | 13             | 10:29          | 5              |
| 11º    | CA Platense          | Teruggetrokken | Teruggetrokken | Teruggetrokken | Teruggetrokken | Teruggetrokken | Teruggetrokken |

|  | Kampioen |

### AAmF
| Plaats | Club                        | Wed.           | W              | G              | V              | Saldo          | Ptn.           |
| ------ | --------------------------- | -------------- | -------------- | -------------- | -------------- | -------------- | -------------- |
| 1º     | Racing Club de Avellaneda   | 38             | 30             | 6              | 2              | 73:16          | 66             |
| 2º     | CA River Plate              | 38             | 25             | 4              | 9              | 69:30          | 54             |
| 3º     | CA Independiente            | 38             | 22             | 9              | 7              | 62:28          | 53             |
| 4º     | Gimnasia y Esgrima La Plata | '38            | 23             | 6              | 9              | 64:39          | 52             |
| 5º     | Defensores de Belgrano      | 38             | 20             | 8              | 10             | 42:28          | 48             |
| 6º     | San Lorenzo de Almagro      | 38             | 20             | 7              | 11             | 47:25          | 47             |
| 7º     | CA Tigre                    | 38             | 15             | 13             | 10             | 61:53          | 43             |
| 8º     | CA Platense                 | 38             | 16             | 10             | 12             | 63:38          | 42             |
| 9º     | CA Atlanta                  | 38             | 17             | 7              | 14             | 47:44          | 41             |
| 10º    | CA Banfield                 | 38             | 16             | 6              | 16             | 47:43          | 38             |
| 11º    | CA Barracas Central         | 38             | 15             | 7              | 16             | 47:47          | 37             |
| 12º    | CA Vélez Sarsfield          | 38             | 13             | 10             | 15             | 53:43          | 36             |
| 13º    | Sportivo de Almagro         | 38             | 14             | 6              | 18             | 40:54          | 34             |
| 14º    | Estudiantes Buenos Aires    | 38             | 12             | 8              | 18             | 38:57          | 32             |
| 15º    | CA Lanús                    | 38             | 10             | 8              | 20             | 33:60          | 28             |
| 16º    | Sportivo Buenos Aires       | 38             | 8              | 11             | 19             | 38:62          | 27             |
| 17º    | Quilmes                     | 38             | 8              | 9              | 21             | 43:65          | 25             |
| 18º    | Estudiantil Porteño         | 38             | 9              | 6              | 23             | 38:58          | 24             |
| 19º    | San Isidro                  | 38             | 8              | 6              | 24             | 33:78          | 22             |
| 20º    | Ferro Carril Oeste          | 38             | 2              | 7              | 29             | 22:92          | 11             |
| 21º    | General Mitre               | Teruggetrokken | Teruggetrokken | Teruggetrokken | Teruggetrokken | Teruggetrokken | Teruggetrokken |

|  | Kampioen   |
|  | degradatie |

#### Topschutter
| Speler              | Speler            | Goals | Club        |
| ------------------- | ----------------- | ----- | ----------- |
| Vlag van Argentinië | Albérico Zabaleta | 32    | Racing Club |